# تاکومی فوجیتانی
تاکومی فوجیتانی (ژاپنی: 藤谷 匠؛ زادهٔ ۶ دسامبر ۱۹۹۵) یک بازیکن فوتبال اهل ژاپن است.
از باشگاه‌هایی که در آن بازی کرده‌است می‌توان به باشگاه فوتبال گیفو اشاره کرد.